# Tim Ingold
Timothy Ingold (1º novembre 1948) è un antropologo inglese, professore di antropologia sociale presso l'università di Aberdeen.

## Biografia
Tim Ingold, figlio del Micologo Cecil Terence Ingold, studiò alla Leighton Park School a Reading. Successivamente, frequentò il Churchill College, approfondendo inizialmente le scienze naturali per poi concentrarsi sull'antropologia.La sua tesi di dottorato riguardò i Sami Skolts del nordest finlandese, esaminando la loro adattibilità al mondo naturale, la loro organizzazione sociale e la loro politica etnica. Insegnò all'università di Helsinki (1973-1974) e in seguito all'università di Manchester. Nel 1999 si trasferì all'università di Aberdeen. Nel 2015 ricevette un dottorato onorario dalla Leuphana University di Lünebur.

## Pensiero
I suoi interessi sono particolarmente vasti e il suo approccio all'insegnamento è individualistico.I suoi temi riguardano la percezione dell'ambiente, il linguaggio, la tecnologia, l'arte, l'architettura, la creatività, le evoluzioni antropologiche, il rapporto tra umani e animali e l'ecologia.
Le sue prime ricerche compresero i nativi della Scandinavia settentrionale, analizzando e comparando la caccia, la pastorizia e i ranch delle renne.
Nelle sue opere più recenti, Ingold unisce il tema della percezione ambientale con quello della tecnologia, superando il modello tradizionale del rapporto tra genetica e cultura fondata sulla fusione tra biologia neo-darwiniana e le scienze cognitive. Il modello di Ingold intende lo sviluppo delle capacità pratiche dell'uomo all'interno di contesti sociali e ambientali. Commentando a posteriori la sua intera carriera, compie una ricerca a cavallo tra l'antropologia, l'arte, il design e l'architettura.
All'interno dell'indagine fenomenologica, ritiene l'uomo come un organismo che "percepisce" la sua strada in un mondo in perpetua alterazione,costantemente modificato o creato dagli spazi che riesce a conquistare.